# Picada (cocina catalana)
En la cocina catalana, la picada es una salsa esencial y particular que consiste en diversos condimentos machacados en un mortero, que se agrega al final de la cocción de un guiso para aportar un sabor más rico. Por lo tanto, no se considera una salsa para mojar como el alioli o el romesco, sino una salsa básica para sazonar y ligar recetas de todo tipo: carnes, pescados, arroces, legumbres, sopas, verduras, etc. En Cataluña, a menudo la elaboración de un plato comienza por un sofrito, otra salsa básica, y acaba con la adición de la picada unos minutos antes de retirar el plato del fuego (aunque en algunos se agregue al principio de la cocción).

## Elaboración de la picada
La picada se prepara en el mortero y debe tener siempre frutos secos tostados, pan y algún tipo de líquido. Normalmente se utilizan las almendras, pero no es raro reemplazarlas parcial o totalmente por avellanas, piñones o nueces. El pan tiene que estar duro, se suele usar pan frito en un poco de aceite de oliva, o secado unos minutos al horno, o pan seco, o un trozo de tostada o de galleta o un carquiñol. Normalmente se añade un poco de caldo o líquido de la cocción para obtener una pasta que sea más fácil de diluir después en el plato, también puede ser unas cucharadas de agua caliente.
A partir de ahí hay muchas variantes que se pueden añadir a la base. Por ejemplo, los ajos (crudos, fritos o escalivados) son a menudo considerados también un ingrediente base que raramente falta. Otro ingrediente indispensable para muchos entendidos es el azafrán, así como el perejil fresco. Según el tipo de receta, no es raro añadir chocolate negro, un poco de canela, hígado cocido u otros condimentos.
En Picades. Identitat de la cuina catalana (2018), el chef catalán David Solé i Torné clasifica los ingredientes de una picada de la siguiente manera:
- Ligadores (lligadors): pan, carquinyoli, galleta, yema de huevo duro, frutos secos, chocolate, ajo escalivado, hígado, huevo, etc.
- Aromatizantes (aromatitzants): ajo, perejil, azafrán, pimienta, guindilla, ñora, pimienta roja, especias, menta y las demás hierbas, etc.
- Desatadores (deixatadors): aceite, agua, zumo de cocción, caldo, vino, vinagre, etc.

## Antecedentes y relaciones

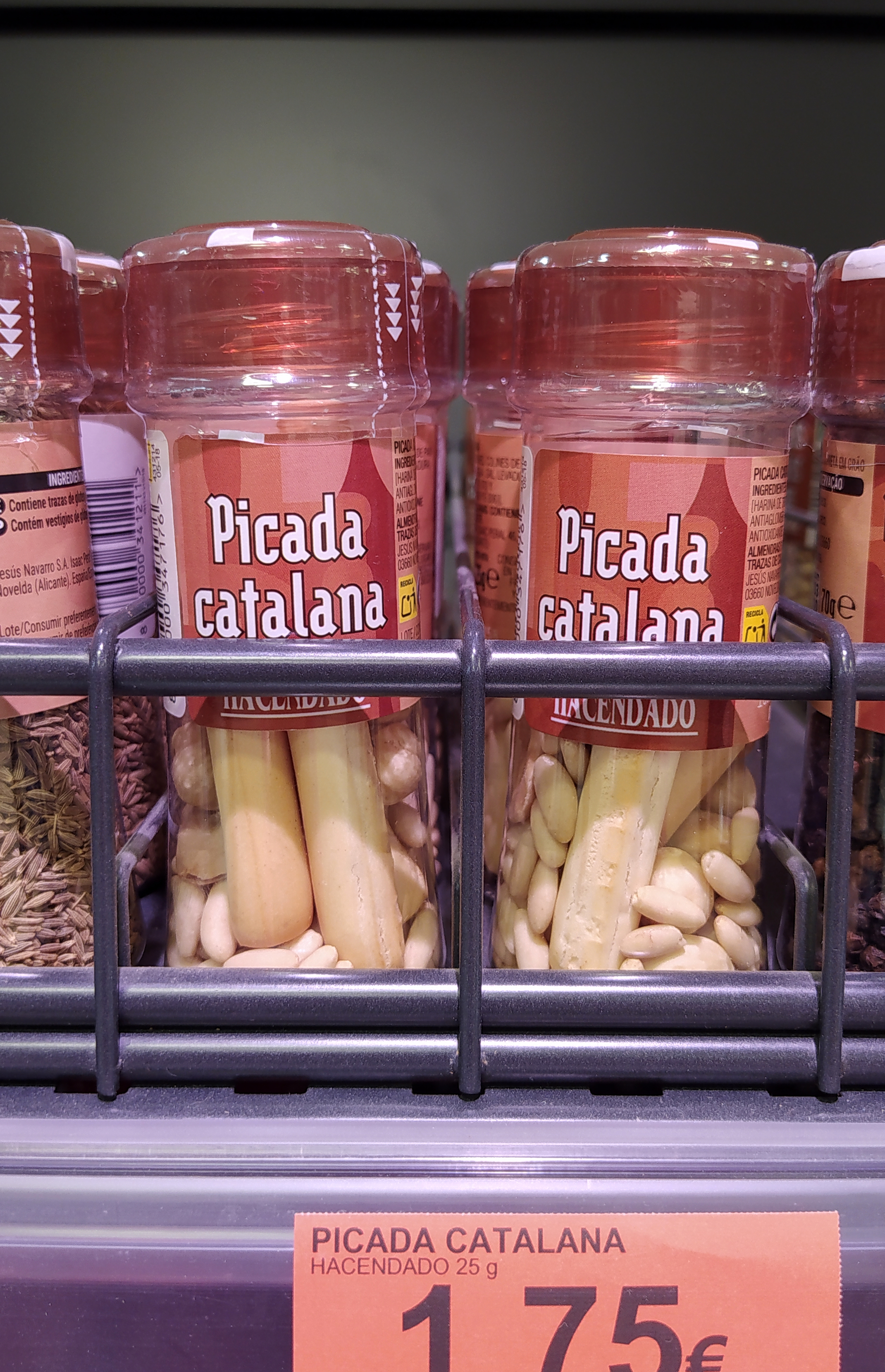
Bote en un supermercado de Barcelona con los ingredientes para la picada.

Históricamente, las picadas con almendras están presentes ya en los tratados medievales más antiguos que se encuentran, en los que ya constan como algo tan antiguo que no se conoce el origen [cita requerida]. Desde entonces hay y ha habido muchas recetas distintas, para cada plato y cada ocasión, con variantes según quien cocina y los ingredientes que tiene a mano. Se trata de una técnica usada en una cocina intuitiva, basada en la experiencia y en el deseo de variedad. Antiguamente en épocas de escasez, las picadas eran un recurso sensato de la gente humilde para convertir un plato cotidiano en uno dominical.
Las picadas actuales contienen a veces palitos de pan, biscotes o galletas de tipo «María», pero en esencia son las mismas que se han utilizado siempre. En la Cataluña actual es habitual encontrar en los supermercados unos botecitos con los ingredientes de una picada (un palito de pan, algunas almendras, un poco de azafrán, por ejemplo) junto a las demás especias.
Otras cocinas mediterráneas vecinas, como la occitana o la italiana, han desarrollado salsas que en esencia parten de bases similares, la más conocida es el pesto.

## Variantes
No existe una receta única de picada catalana. Aunque ciertos ingredientes se suelen repetir, ciertamente cada cocinero tiene su propia picada o dependiendo de la finalidad se puede usar unas u otras:
- Mà de morter, típica de toda Cataluña para sazonar platos de conejo, judías verdes etc. lleva ajo, ñoras, pan frito y pimienta negra.[6]
- Picada d'avellanes, con avellanas de Reus, cebolla, ajo, tomate, pimentón y quizá un poco de harina. De Tarragona.[7]
- Picada d'escudella, ajo y azafrán tostado.[8] Para tostar el azafrán, se envuelve en un papelillo pequeño de aluminio y se pone poco rato sobre el fuego.
- Picada de bolets, con diferentes setas (múrgolas, ceps, rosiñoles, carreretas y fredolicos).[9] De la comarca del Pallars.
- Picada de gingebre i xocolata, desarrollada por los chefs del Bulli, Eduard Xatruc y Oriol Castro.[10] Contiene jengibre, ajo, avellanas tostada, galletas maría, chocolate negro, perejil, agua, caldo de carne, vi ranci y aceite de oliva. Marida bien unas manitas de cerdo.
- Picada de pinyons, con ajo, piñones, perejil y tomate.[11]
- Picada del romesco, ajo, almendras tostadas, pan frito, ñoras, aceite de oliva, tomates maduros y rallados, sal y pimienta.[12]
- Picada per al bull de tonyina, típica de la cocina del Garraf, contiene las tripas del atún hervidas, ajos, ñoras escaldadas, almendras tostadas, tomate, pimentón, pan y aceite de oliva.[13]
- Xató, con ajo, almendras tostadas, pan, ñoras, aceite de oliva, vinagre, anchoas, sal y pimienta.[14] Frecuentemente se usa con ensaladas de escarola. Es típico del Penedés y el Garraf.